# Eurospina

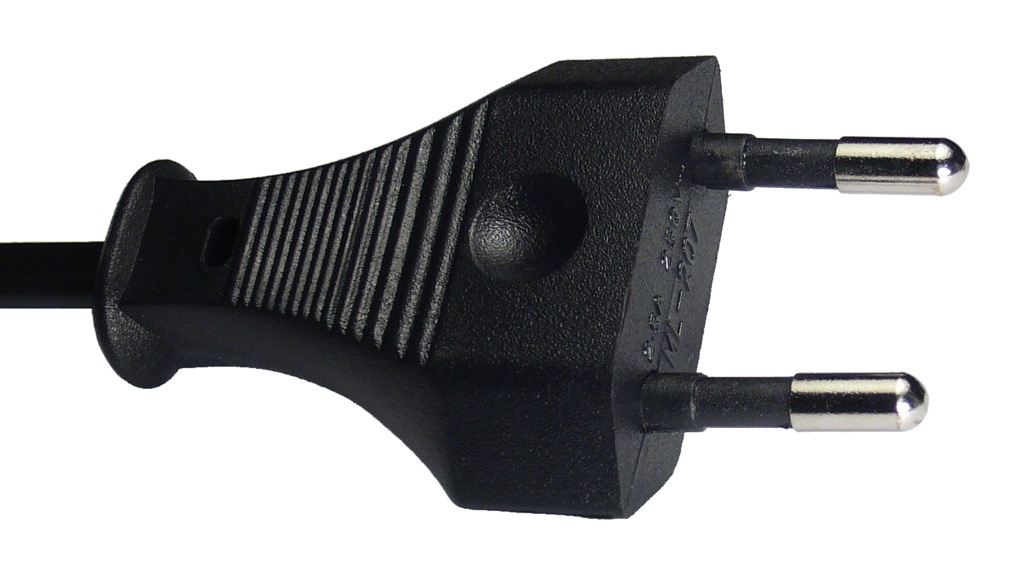
Esempio di Eurospina.

Una eurospina (in inglese europlug) è una spina elettrica a uso domestico piatta e a due contatti, predisposta per tensioni fino a 250 V e correnti fino a 2,5 A. Questo modello è un compromesso finalizzato alla connessione sicura di elettrodomestici di classe II a basso consumo alle diverse tipologie di prese elettriche a uso domestico con contatti cilindrici utilizzate in Europa. Tuttavia, non è compatibile con i contatti rettangolari delle prese elettriche di tipo BS 1363 utilizzate a Cipro, Gibilterra, Irlanda, Malta e Regno Unito. Le Eurospine non sono ricablabili e devono essere fornite già collegate a un cavo elettrico.

## Storia
Il progetto dell'Eurospina, destinato ad essere utilizzato con prese elettriche di modelli diversi, è apparso per la prima volta nel 1963 come Alternative II of Standard Sheet XVI nella seconda edizione della CEE Publication 7. Per questo motivo a volte l'Eurospina è chiamata anche "CEE 7/16 Alternative II plug" o semplicemente "spina CEE 7/16". È stata anche descritta nel 1975 come spina C5 nell'IEC Technical Report 83. Nel 1990 è stata definita dal CENELEC standard EN 50075, il quale ha equivalenti nazionali nella maggior parte dei paesi europei, come descritto nello standard IEC 60083, che ha sostituito l'IEC/TR 83 (e non utilizza più la dicitura C5).
Il modello dell'Eurospina è uno standard insolito in quanto la norma definisce solo la spina; non esistono prese elettriche progettate specificamente per essere utilizzate con essa.

## Considerazioni sulla progettazione
Le dimensioni dell'Eurospina sono state scelte per la compatibilità e l'utilizzo sicuro, come quello con le prese di corrente elettriche a uso domestico utilizzate nell'Europa continentale.
- un contatto sicuro viene stabilito quando la spina è inserita completamente;
- nessuna parte conduttrice carica è accessibile mentre la spina è inserita in ciascun tipo di presa elettrica;
- non è possibile stabilire una connessione tra un contatto e un foro di fase mentre l'altro contatto è accessibile.

Le Eurospine sono state concepite solamente per dispositivi di classe II a basso consumo (meno di 2,5 A) e a doppio isolamento che operano a temperatura ambiente e non richiedono una connessione di terra protettiva.

## Dettagli

Illustrazione delle specifiche dell'Eurospina.

I contatti dell'Eurospina sono lunghi 19 mm. Sono formati da un'estremità conduttrice di 9 mm e di 4 mm di diametro dalla punta tondeggiante, seguita da un piedino flessibile isolate di 10 mm e di non più di 3,8 mm di diametro. I due contatti non sono esattamente paralleli e convergono leggermente; la distanza tra i loro centri è di 17,5 mm tra le estremità e 18,6 mm tra le basi. L'elasticità dei contatti convergenti fornisce una forza di contatto sufficiente per il livello di potenza dell'Eurospina con diversi fori di spine elettriche di vario tipo. L'intera spina è larga 35,3 mm e alta 13,7 mm, e non deve superare queste dimensioni entro i 18 mm dietro al suo piano frontale (ciò consente l'inserimento in molte tipologie di prese elettriche europee). Il lato sinistro e quello destro della spina sono formati da superfici posizionate a 45° rispetto al piano orizzontale.

## Incompatibilità con le prese elettriche britanniche e irlandesi

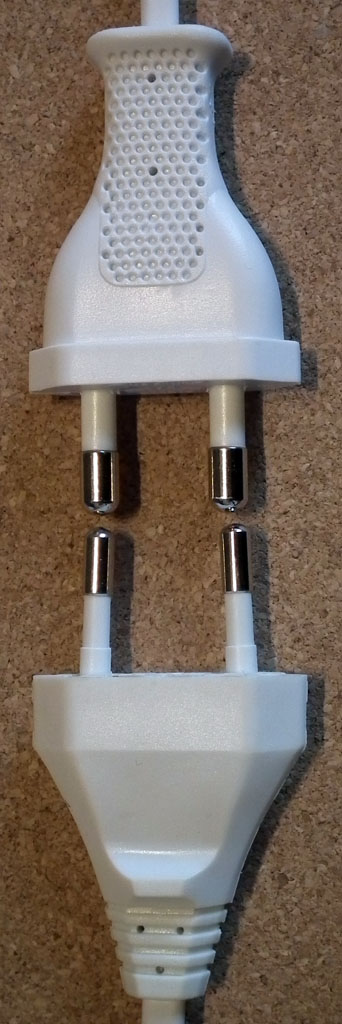
Confronto tra una spina per rasoi BS 4573 (in alto) e una Eurospina (in basso)

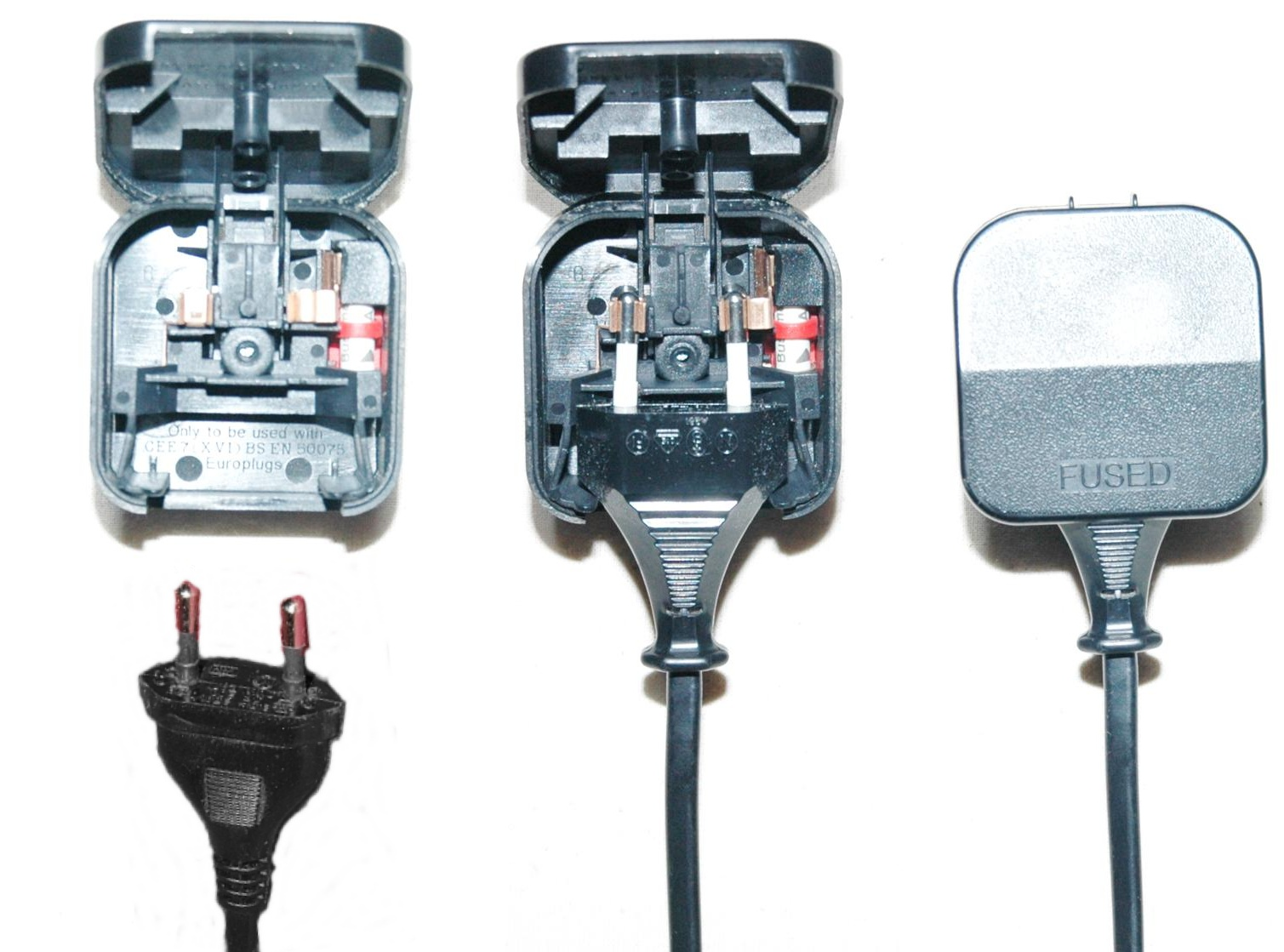
Adattatore da eurospina a BS 1363-5

Le Eurospine sono fisicamente incompatibili con la prese elettriche di tipo BS 1363 da 13 A. Le norme britanniche richiedono che un fusibile adatto sia inserito in ciascuna spina elettrica per proteggere i cavi degli elettrodomestici; le Eurospine non contengono tali fusibili. I fori delle prese elettriche BS 1363 presentano un otturatore di protezione; la clausola 13.7.2 del BS 1363-2 richiede che le Eurospine non aprano gli otturatori. In alcune tipologie di prese BS 1363 (ma non tutte) il meccanismo di sicurezza può essere manomesso per far sì che un'Eurospina possa essere forzata all'interno dei fori di fase e neutro. Lo UK Electrical Safety Council ha attirato l'attenzione sui rischi di incendio associati all'inserimento di Eurospine all'interno di prese BS 1363. Esiste anche un rischio di danneggiamento sia della spina che della presa. Le Eurospine sono diverse anche dalle simili spine a due contatti per rasoi di tipo BS 4573.
La legislazione britannica riguardo alla tutela del consumatore richiede che la maggior parte dei prodotti elettrici domestici venduti siano provvisti di spine compatibili con la norma BS 1363-1. Tuttavia, rasoi, spazzolini elettrici e prodotti di igiene simili possono essere forniti di Eurospina come alternativa alla spina per rasoi BS 4573. La maggior parte delle prese britanniche a due fori accetta sia spine BS 4573 che Eurospine, ma, tuttavia, sono concepite per una corrente elettrica di massimo 0,2 A.
Per le Eurospine esistono adattatori con fusibile per prese di tipo BS 1363-5, e attrezzatura dotata di tali adattatori può essere venduta legalmente nel Regno Unito.